# Tjocknäbbad honungsfågel
Tjocknäbbad honungsfågel (Meliphaga aruensis) är en fågel i familjen honungsfåglar inom ordningen tättingar.

## Utbredning och systematik
Tjocknäbbad honungsfågel behandlas antingen som monotypisk eller delas in i två underarter med följande utbredning:
- Meliphaga aruensis sharpei – förekommer på Nya Guinea, västpapuanska öarna och D'Entrecasteaux-öarna
- Meliphaga aruensis aruensis – förekommer på södra Nya Guinea och Aruöarna

## Status
IUCN kategoriserar arten som livskraftig.